# Isaac Heymann
Isaac Heymann (auch: Isaak Heymann, genannt der Gnesener Chasan; * 26. März 1829 in Auras, Schlesien; † 10. August 1906) war ein niederländischer Chasan.
Heymann wurde nach seinem Studium in Ungarn Kantor in Filehne, Graudenz und Gnesen. Von 1856 bis zu seinem Tod war er Oberkantor in Amsterdam und komponierte daneben synagogale Musik.
Isaac Heymann war der Vater des Pianisten Karl Heymann.

## Kompositionen (Auswahl)
- Schirei todah le'el, 1898 (Hymnensammlung, gewidmet der Königin Wilhelmine am Krönungstage)